# Gravidez em corno rudimentar
Gravidez em corno rudimentar do útero é um tipo muito raro de gravidez ectópica. Esse tipo de gravidez pode ser potencialmente fatal, já que o corno rudimentar não é destinado a sustentar uma gestação e está em risco de ruptura.
O útero unicorno com corno rudimentar é um tipo de anomalia uterina congênita que ocorre quando um dos ductos de Müller não se desenvolve completamente, resultando em um pequeno corno rudimentar em um dos lados do útero. Diferentes termos têm sido usados na literatura para descrever o corno rudimentar, como útero bicorno com corno acessório, útero bicorno unicervical com corno rudimentar, útero bicorno unicervical com corno atrésico, hérnia útero inguinal e útero de Robert.

## Complicações
Essa condição é considerada uma emergência médica, pois a ruptura do corno rudimentar pode ocorrer no final do primeiro ou segundo trimestre da gravidez (entre 10 e 15 semanas de gestação), levando a hemorragia maciça e colocando a vida da paciente em risco. A gravidez em corno rudimentar está tipicamente associada a várias complicações, incluindo restrição de crescimento intrauterino, níveis baixos de líquido amniótico, parto prematuro, morte fetal e, ocasionalmente, gestação a termo. Embora existam casos de nascimentos bem-sucedidos, o prognóstico para gestações em corno rudimentar é geralmente desfavorável.

## Epidemiologia
Relata-se que 1 a cada 200 a 600 mulheres férteis apresenta uma anomalia uterina congênita, enquanto a ocorrência de útero unicorno com corno rudimentar é ainda menos comum, com uma frequência de 1 em 100.000. Embora a gravidez em corno rudimentar seja extremamente rara, pode resultar em uma gestação ectópica com incidência de 1 em 100.000 a 1 em 140.000 gestações.

## Diagnóstico
O diagnóstico de gravidez em corno rudimentar requer exames específicos, como histeroscopia, histerossalpingografia e laparoscopia, sendo essencial o acompanhamento próximo caso uma pessoa com suspeita de corno rudimentar engravide, a fim de evitar o risco de ruptura e suas complicações. Avanços recentes em técnicas de imagem diagnóstica, incluindo ressonância magnética e ultrassonografia, possibilitaram a detecção dessas gestações antes que levem à ruptura. A ultrassonografia obstétrica, particularmente a via transvaginal, é utilizada na tentativa de diagnóstico pré-natal.
Muitos pacientes apresentam dor abdominal aguda, e pode ser desafiador diferenciar a gravidez em corno rudimentar de outros problemas abdominais agudos ou gestacionais por meio da ultrassonografia, resultando em alta taxa de erro diagnóstico. Além disso, em estágios avançados da gestação, a gravidez em corno rudimentar pode se assemelhar bastante à gravidez abdominal.

## Tratamento
A abordagem padrão para o manejo de um corno rudimentar, independentemente do trimestre, é removê-lo juntamente com a correspondente trompa, por meio de laparoscopia ou laparotomia. Isso é recomendado porque o corno endometrial funcional tem maior risco de gravidez ectópica, infertilidade e dismenorreia.